# Igreja Domine Quo Vadis
Santa Maria delle Piante ou Igreja de Santa Maria das Plantas (em latim: Sanctae Mariae in Palmis), amplamente conhecida como Domine Quo Vadis, é uma pequena igreja a sudeste de Roma, Itália, localizada a 800 metros da Porta San Sebastiano, onde a Via Ardeatina se separara da Via Ápia e no local onde, segundo a lenda, São Pedro encontrou Jesus quando tentava fugir da perseguição aos cristãos em Roma. De acordo com o apócrifo Atos de Pedro, o apóstolo teria perguntado a Jesus "Senhor, para onde vais?" (em latim: Domine, quo vadis?) e Jesus respondeu: "Estou indo para Roma para ser crucificado de novo" (em latim: Eo Romam iterum crucifigi).

## História
Já existia um santuário no local desde o século IX, mas a igreja atual é de 1637. A fachada foi acrescentada depois desta data, mas ainda no século XVII. Já se acreditou que o santuário pudesse ser ainda mais antigo, talvez uma adaptação cristã de algum templo já existente e a igreja, de fato, encontra-se bem em frente do campo sagrado (campus) dedicado a Redículo, o deus romano do bom retorno. Este campo abrigava um santuário para o culto do deus, venerado pelos viajantes antes de partirem da cidade, especialmente por aqueles que teriam pela fronte longas e perigosas jornadas até lugares tão distantes quanto o Egito ou a Grécia. Estes viajantes, quando retornavam, também paravam ali para agradecer ao deus pelo retorno.
A presença do apóstolo Pedro nesta área, onde acredita-se que ele tenha vivido, aparentemente se confirma por uma inscrição nas Catacumbas de São Sebastião, "Domus Petri" ("Casa de Pedro"). Num epigrama do papa Dâmaso I (r. 366–384) em honra a Pedro e Paulo lê-se: "Você que está procurando pelos nomes de Pedro e Paulo saiba que estes santos viveram aqui".
Acredita-se popularmente que as duas pegadas numa laje de mármore no centro da igreja — atualmente uma cópia da original, que está preservada na vizinha San Sebastiano fuori le mura — são um sinal milagroso deixado por Jesus no local e é a elas que o nome oficial da igreja , "in Palmis" ou "delle Piante", alude: "palmis" seriam as solas dos pés de Jesus. É mais provável que o item seja, na realidade, um ex-voto romano antigo, um tributo pago aos deuses como sinal de agradecimento por uma jornada.
Havia uma inscrição sobre a porta na fachada que dizia: "Pare de andar, viajante, e entre neste templo sagrado e aqui irá encontrar a pegada do Senhor Jesus Cristo quando Ele se encontrou com São Pedro, que escapara da prisão. Uma esmola pela cera e pelo óleo é recomendada para livrar alguns espíritos do purgatório". O papa Gregório XVI (r. 1831–1846) achou o tom propagandístico desta inscrição tão inapropriado que ordenou que ela fosse removida em 1845.
Atualmente a igreja é administrada pelos padres da Congregação de São Miguel Arcanjo.

## Galeria

Imagens da igreja
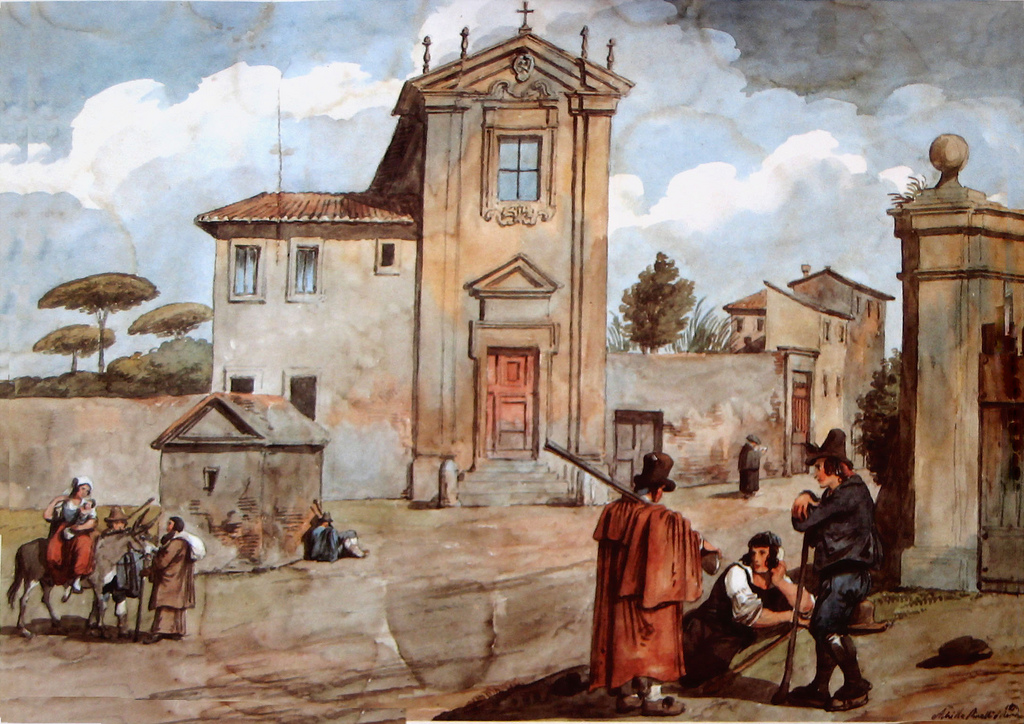
Aquarela do século XIX de Achille Pinelli
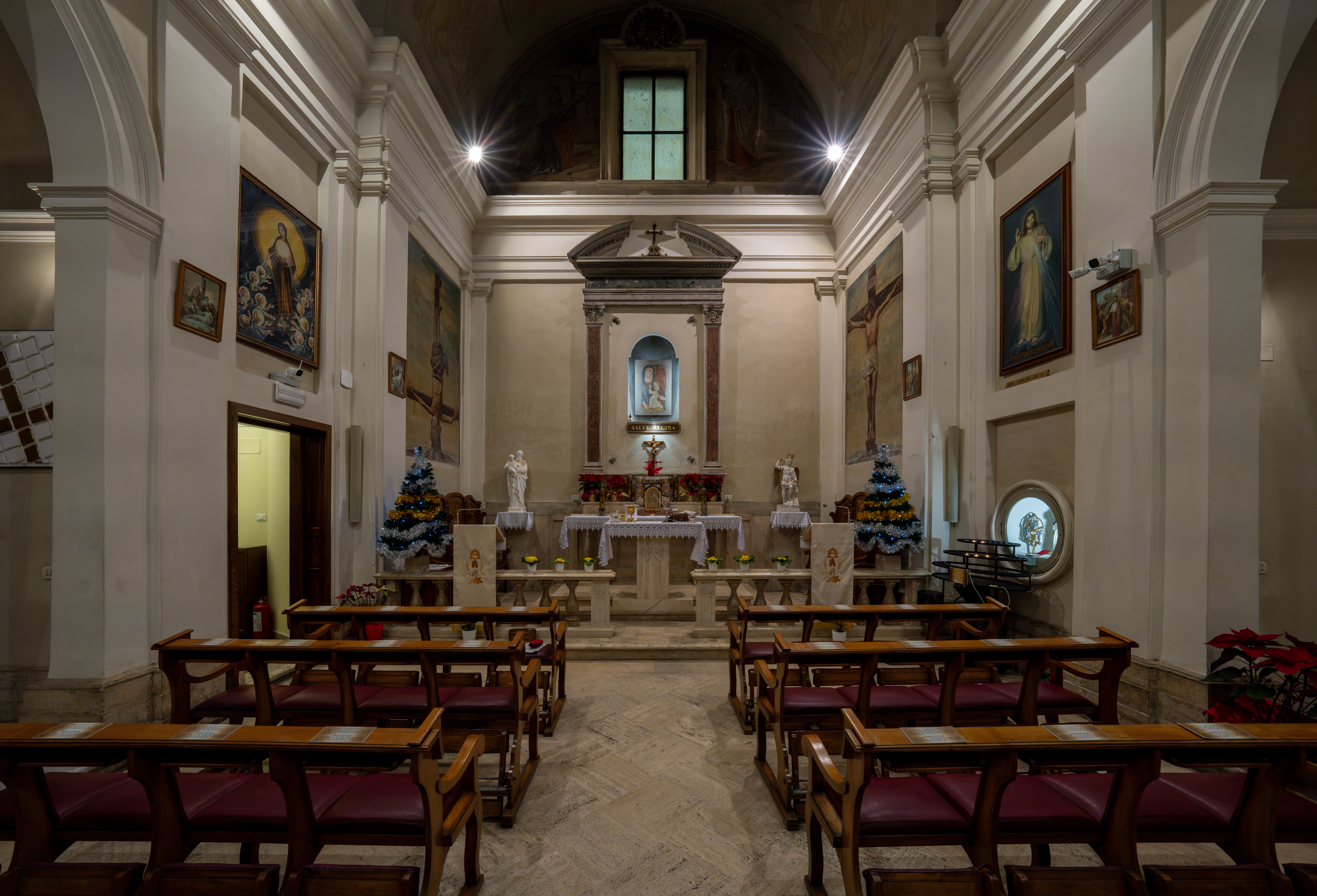
Vista do interior
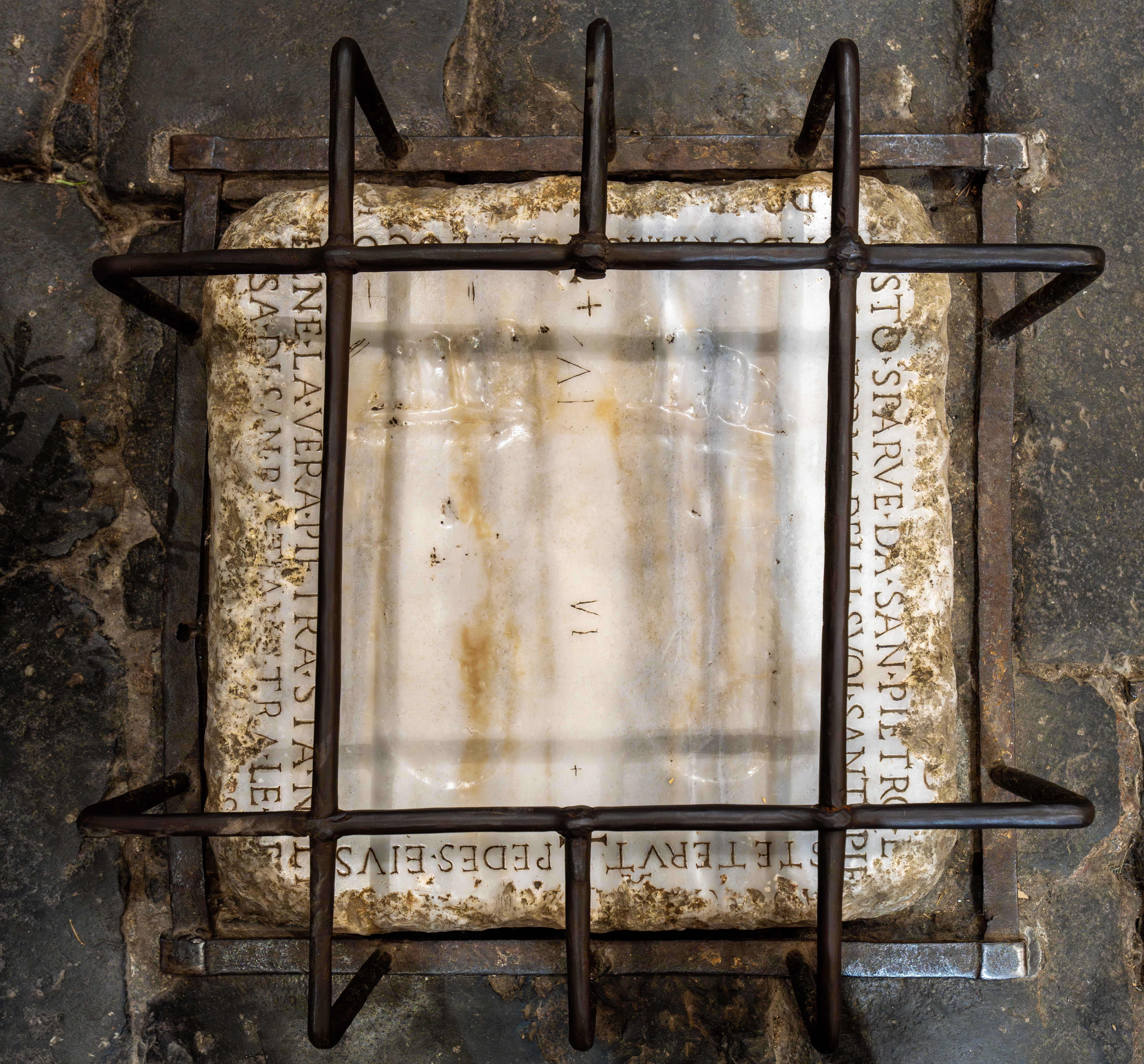
Supostas pegadas de Jesus veneradas na igreja
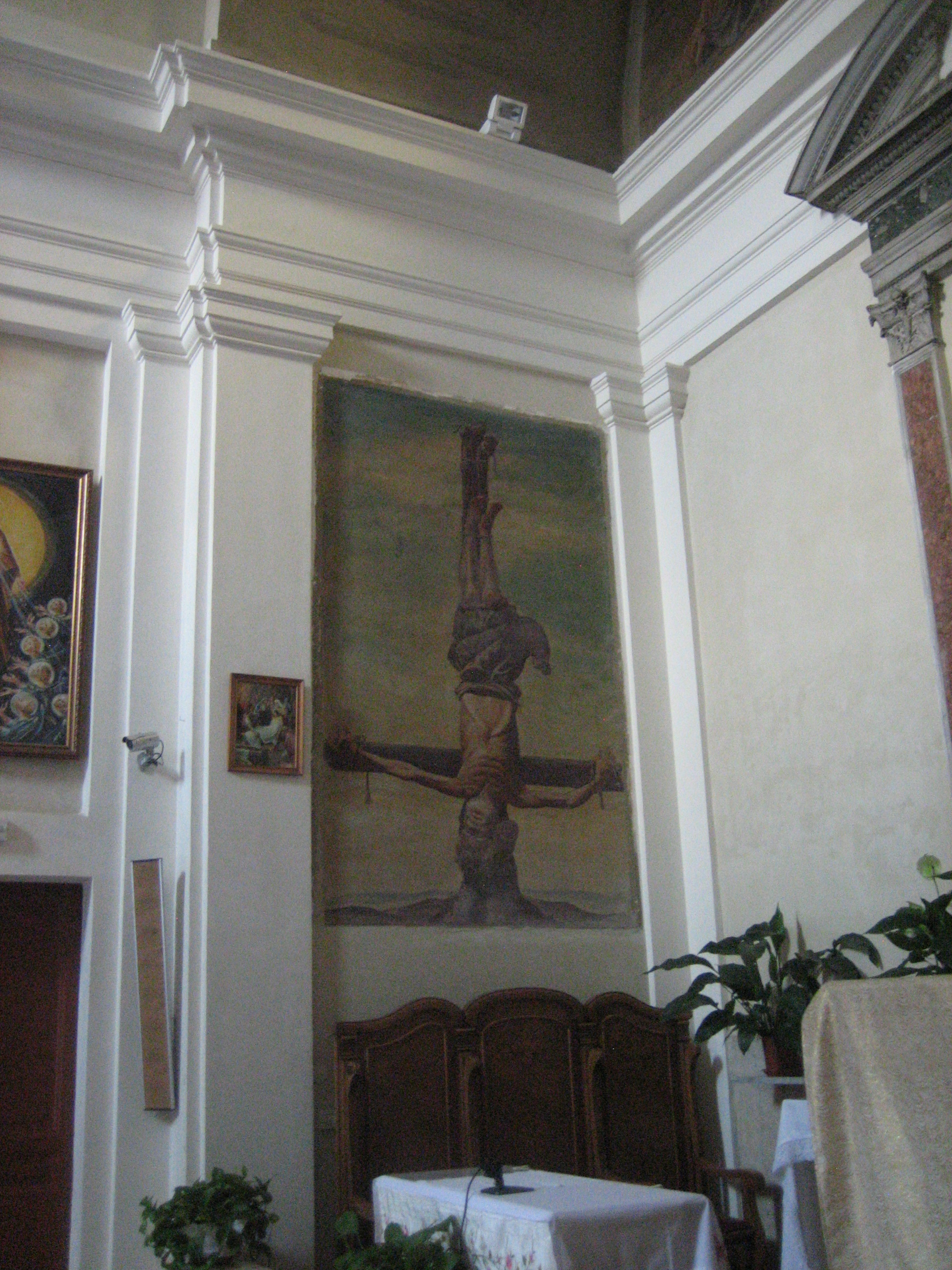
Quadro de Pedro crucificado